# NSU-Pipe 34 PS
Der NSU-Pipe 34 PS und der NSU-Pipe 50 PS waren PKWs der oberen Mittelklasse, die die Neckarsulmer Fahrradwerke Aktiengesellschaft in den Jahren 1905 und 1906 in Lizenz des belgischen Automobilherstellers Usines Pipe bauten. Diese Modelle waren die ersten bei NSU gefertigten Automobile.
Der wassergekühlte Motor der schwächeren Ausführung war ein Vierzylinder-Blockmotor mit einem Hubraum von 3768 cm³ (Bohrung × Hub = 100 × 120 mm), der 34 PS (25 kW) leistete. Die stärkere Ausführung hatte einen gleichartigen Motor mit 8290 cm³ Hubraum (Bohrung × Hub = 135 × 145 mm), der 50 PS (37 kW) leistete. Beide Motoren hatten Doppelzündung (Magnet und Batterie), automatische Zentralschmierung und hängende Ventile. Die Motorkraft wurde über eine Lederkonuskupplung, ein Vierganggetriebe mit rechts angebrachter Kulissenschaltung und eine Kette auf die Hinterräder übertragen. Der Radstand der Wagen betrug 3000–3200 mm, ihre Spurweite 1450 mm. Die Höchstgeschwindigkeit lag bei etwa 85 km/h.
Die Wagen wurden als Doppelphaeton, Roi-des-Belges, Landaulet oder Limousine gefertigt. 1906 ersetzte der 15/24 PS beide Modelle.